# Oswiu av Northumbria
Oswiu, även Oswy eller Oswig (fornengelska: Ōswīg), född cirka 612, död 15 februari 670, var kung av Bernicia från år 642 till sin död. Han var son till Æthelfrith av Bernicia och blev kung då brodern Oswald avled 642. Till skillnad från Oswald fick Oswiu kämpa för att behålla kontrollen över Deira, den andra delen av Northumbria, under stora delar av sin regeringstid.
Oswiu och hans bröder växte upp i exil i det skotska kungadömet Dál Riata efter att fadern dödats av Edwin av Deira och man kom inte att återvända till Bernicia förrän efter Edwins död år 633. Oswiu utsågs till kung då hans bror Oswald dog i strid med Penda av Mercia. Hans tidiga regeringstid dominerades av kamp för att få kontroll över Deira och av förhållandet till hans stridslystne länsherre Penda. År 655 dödade Oswius styrkor Penda genom en avgörande seger i Slaget vid Winwæd, vilket gjorde Oswiu till en av de mäktigaste personerna i Britannien. Han tog kontroll över Deira och satte sin son Alhfrith som vicekung. Under tre år styrde Oswiu även Mercia, vilket gav honom titeln bretwalda över stora delar av Britannien.
Oswiu var varmt troende kristen och framhävde trons betydelse för sina undersåtar. Han grundade även ett antal kloster, bland annat Gilling Abbey och Whitby Abbey. Han uppfostrades i den keltiskt kristna traditionen som kom från den iriska världen. På detta sätt skilde han sig från de sydengelska kungarikena och från en del adelsmän i Deira, inklusive sin egen hustru, drottning Eanflæd, som alla var romersk-katolskt troende. År 664 ledde Oswiu synoden i Whitby, där teologiskt lärda diskuterade de olika traditionerna. Oswiu bestämde att man skulle tillämpa romersk-katolsk praxis och lättade därmed spänningarna mellan de båda lägren.  Oswiu avled 670 och efterträddes av sin son, Ecgfrith.

### Översättning
Den här artikeln är helt eller delvis baserad på material från engelskspråkiga Wikipedia.